# 松内則三
松内 則三（まつうち のりぞう、1890年7月28日 - 1972年1月31日）は、日本の昭和時代に活動したアナウンサー。日本におけるスポーツ中継の実況アナウンサーの草分け。大相撲、東京六大学野球、職業野球、競馬などのスポーツ中継の実況アナウンスで人気となった。

## 来歴・人物
松内則定の三男として、東京市本所区（現：東京都墨田区）で生まれる（兵庫県士族の家系であったため、兵庫県出身と書かれた資料もある）。大阪府立北野中学校（旧制）から慶應義塾大学部理財科（現：慶應義塾大学経済学部）を経て日本電燈へ入社するが、1925年にNHKへ入局してアナウンサーに転職。東京放送局に赴任した。
野球中継においては、「ピッチャー振りかぶりました」「打ちも打ったり取りも取ったり」というような、動作を表現する典型を数多く創造した。1929年秋季の六大学野球・早慶戦中継の終わりで、「夕闇迫る神宮球場、ねぐらへ急ぐカラスが一羽、二羽、三羽……」と球場の風景を描写した。このアナウンスは評判となり、再録のSPレコード盤『早慶野球争覇戦』が1930年10月に発売され、15万枚の売り上げとなった。松内は毎回、ゲームセットの際にこのアナウンスで終えることを恒例とした。
1928年の春場所から始まった大相撲の中継放送において、相撲の実況中継を日本の放送史上はじめて行った。松内は当初「左四つ」「右四つ」の区別もつかないほどルールに無知だったため、國民新聞の記者・石谷勝を隣に座らせ、石谷が書いた決まり手の紙を松内が読むという実況方法をとった。同場所は仕切りの制限時間が設けられた最初の本場所であった。初日は、力士たちが立合いに戸惑い、予想より早く取組が進んだ結果、午後5時20分からの放送時間の前に結びの一番以外の取組がすべて終了してしまったという。この場所は実況中継を聞いたファンが続々と詰めかけて列をなし、千秋楽には満員御礼となった。相撲協会は取締役会を開き、日本放送協会と松内に特別感謝状を贈った。
松内の大相撲中継では、実況の合間に力士のしこ名にちなむ川柳や狂歌をはさんだ。これは取り組みの前後や仕切りの際の間を埋めるために、桟敷席で観戦していた久保田万太郎や久米正雄が即興で書いて松内に渡し、読み上げたのが最初であったという。長い仕切りで知られた若葉山鐘が立ち上がった際の「若葉山もみじのころに立ち上がり」（久米作と伝わる）、常ノ花寛市が現役を引退した際の「いつまでも馥郁（ふくいく）と咲け常ノ花」などが知られる。
1932年4月17日に、目黒競馬場における帝室御賞典、4月24日に第1回東京優駿大競走（第1回日本ダービー）の実況を務めた。同年行われたロサンゼルスオリンピックでは現地・アメリカ合衆国へ赴き、初の海外から日本へ向けたオリンピック中継を行った。その帰途、国際連盟総会の中継放送を担当するため、長くジュネーヴに滞在。
初のプロ野球中継放送となった1936年7月1日の日本職業野球連盟結成記念大会（巨人軍対名古屋軍・早稲田大学戸塚球場）では、和田信賢と掛け合うスタイルで実況を務めた。その後はスポーツ中継の第一線から退いたものの、志村正順、河原武雄、北出清五郎などのスポーツアナウンサーを指導・育成した。
1940年頃に大阪中央放送局報道課長、1941年頃に広島中央放送局放送部長。また、戦時中は一時陸軍司政官として戦地に赴任した。1942年2月に日本が占領したフィリピンのマニラ放送局に派遣されたのち、同年末にビルマのラングーン（ヤンゴン）に入り、緬甸放送管理局長に就任した。
戦後、仙台放送局長を務めたのを最後にNHKを退職した。1950年に、和田とともに開局直前の中部日本放送でアナウンス研修を行った。当時のNHKで1年費やす内容を半年で修めさせ、のちに同局で開局第一声を発する宇井昇らを育成した。
1972年1月31日に東京都内の病院で逝去、81歳没。

## 著書
- 野球の見方 - 誠文堂十銭文庫、1930年

## 関連作品
- 『NHKスペシャル アナウンサーたちの戦争』、2023年8月14日、NHK総合、演：古舘寛治